# Cayesh
Cayesh és una muntanya de la Cordillera Blanca, una secció dels Andes peruans. Es troba a la regió d'Ancash, a la Quebrada de Quilcayhuanca, i el seu cim s'eleva fins als 5.721 msnm.

## Alpinisme
Els primers en escalar el cim foren els neozelandesos Lynn Crawford, Dal Ryan i Lindsay Stewart, el 21 de juliol de 1960, per l'aresta sud. No va ser fins al 1984 quan una expedició estatunidenca va aconseguír la segona ascensió, en aquesta ocasió per la cara est. Sovint s'ha definit el Cayesh com "la muntanya més difícil del Perú ".